# Самотня планета
«Самотня планета» (англ. Lonely Planet) — американська мелодрама 2024 року сценаристки й режисерки Сюзанни Грант. У головних ролях знялися Лора Дерн і Ліам Гемсворт.
Прем'єра стрічки відбулась на Netflix 11 жовтня 2024 року.

## Сюжет
Кетрін — відома письменниця, що ніяк не може дописати книгу через стрес і важкий розрив стосунків. Щоб відновитися, вона приїздить на ретрит для письменників у Марокко і в готелі знайомиться з фінансистом Оуеном. Він приїхав на відпочинок разом зі своєю дівчиною — письменницею Лілі. У Кетрін і Оуена виявляється багато спільного, і вони все частіше проводять час разом. Поступово їхня дружба переростає у щось більше.

## У ролях
| Актор            | Роль            |
| ---------------- | --------------- |
| Лора Дерн        | Кетрін Лоу      |
| Ліам Гемсворт    | Оуен Брофі      |
| Діана Сільверс   | Лілі Кемп       |
| Юнес Бусіф       | Рафіх Абдо      |
| Адріано Джанніні | Уго Джаконеллі  |
| Рачіда Бракні    | Фатема Бензакур |
| Шоша Горен       | Ада Дохан       |

## Оцінки критиків
За даними Rotten Tomatoes, 38% з 37 критиків позитивно оцінили фільм, надавши йому середню оцінку 5 балів з 10. На платформі Metacritic фільм отримав середній бал 46 зі 100 на основі відгуків 17 кінокритиків, що відповідає категорії «змішані або середні».
Оглядачці Ґардіан сподобалось, що сюжет реалістичний і без зайвої драми, проте є кілька кліше і незграбних діалогів. Оглядачка Вараєті каже, що між Кетрін і Оуеном є хімія і їхні стосунки правдоподібні.